# FN's Flygtningeorganisation
FN's Flygtningeorganisation, forkortet UNHCR (eng.: Office of the United Nations High Commissioner for Refugees), grundlagt 1950, er en FN-organisation, der bærer det globale ansvar for at sikre beskyttelse af og hjælp til mennesker, der er tvunget på flugt fra konflikt, vold og forfølgelse samt at finde varige løsninger på deres problemer. UNHCR yder livreddende nødhjælp, arbejder for at beskytte grundlæggende menneskerettigheder og udvikler løsninger, så mennesker på flugt har et sikkert sted at leve, hvor de kan genopbygge deres liv.
FN's Flygtningeorganisation blev oprettet af FN's Generalforsamling i 1950 og har hovedkontor i Geneve, Schweiz.
Organisationen fik Nobels fredspris i 1954 og 1981.
Den tidligere statsminister i Danmark, Poul Hartling, var fra 1978 til 1985 FN's Flygtningehøjkommissær. 
FN's nuværende Generalsekretær, portugisiske António Guterres, bestred posten fra 2005 til 2015.
Den 1. januar 2016 overtog italienske Filippo Grandi posten som FN's Flygtningehøjkommissær.

## Højkommissærer
- Filippo Grandi, januar 2016- (Italien).
- António Guterres, april 2005-2015 (Portugal).
- Wendy Chamberlin, februar 2005-april 2005 (USA).
- Ruud Lubbers, 1. januar 2001-februar 2005 (Holland), statsminister 4. november 1982-22. august 1994.
- Sadako Ogata, 1990-2000 (Japan).
- Thorvald Stoltenberg, januar-november 1990 (Norge), udenrigsminister 1987-1989 og 1990-1993.
- Jean-Pierre Hocké, 1986-1989 (Schweiz).
- Poul Hartling, 1978-1985 (Danmark), statsminister 1973-1975.
- prins Sadruddhin Aga Khan, 1965-1977 (Iran).
- Félix Schnyder, 1960-1965 (Schweiz).
- Auguste R. Lindt, 1956-1960 (Schweiz).
- Gerrit Jan van Heuven Goedhart, 1951-1956 (Holland).

Fridtjof Nansen (Norge) var højkommissær for flygtninge for Folkeforbundet (FNs forgænger) i 1922-1927.